# 1994 год в театре
1994 год в театре

## События
- 14 декабря — Союз театральных деятелей России объявил о создании независимой театральной премии «Золотая маска».

### Постановки
- 9 апреля — премьера балета Анжелена Прельжокажа «Парк» (Парижская опера).
- 4 декабря — премьера программы «Песни ночи», состоящей из одноактных балетов Джона Ноймайера «Ноктюрны» на музыку Фредерика Шопена и «Ночное скитание» (Nachtswanderung) на музыку Седьмой симфонии Густава Малера (Гамбургский балет[англ.]).
- 11 декабря — премьера балета Джона Ноймайера Zwischenräume («Промежутки») на музыку Девятой симфонии Густава Малера (Гамбургский балет).
- «Резвые крылья амура, или Бывшая Ваша благодетельница Меропа Мурзавецкая» — спектакль по пьесе А. Н. Островского «Волки и овцы» в постановке Анатолия Иванова (Воронежский театр драмы имени А. В. Кольцова).

## Деятели театра

### Скончались
- 29 января, Москва — Евгений Леонов, актёр театра и кино, народный артист СССР.
- 19 февраля, Москва — Фёдор Одиноков, актёр театра и кино, заслуженный артист РСФСР.
- 12 марта, Москва — Владимир Канделаки, оперный певец, режиссёр и актёр, лауреат Сталинской премии, народный артист СССР.
- 18 марта, Москва — Юрий Катин-Ярцев, актёр театра и кино.
- 28 апреля, Москва — Олег Борисов, актёр театра и кино, кинорежиссёр, народный артист СССР.
- 13 июня, Нью-Йорк — Игорь Юшкевич, артист балета и педагог, выдающийся мастер романтического репертуара.
- 3 августа, Москва — Иннокентий Смоктуновский, советский актёр театра и кино, народный артист СССР.
- 3 августа, Москва — Евгений Симонов, театральный деятель и режиссёр, народный артист СССР.
- 20 августа — Юлия Ошват, венгерская оперная певица (сопрано). Народная артистка Венгерской Народной Республики.
- 23 августа, Москва — Александр Шворин, советский актёр театра и кино.
- 2 сентября, Москва — Сергей Мартинсон, актёр театра и кино, народный артист РСФСР.
- 13 сентября, София — Георги Тутев, болгарский композитор и дирижёр.
- 25 сентября, Москва — Марк Прудкин, актёр МХАТа, народный артист СССР.
- 9 октября, Москва — Николай Каретников, композитор-авангардист, автор нескольких опер и балетов.
- 10 октября, Бостон — Михаил Данилов, актёр БДТ, заслуженный артист РСФСР.